# Генерал-губернаторство (Российская империя)
Генерал-губернаторство — единица административно-территориального деления в Российской империи в 1775—1917 годах.
Генерал-губернаторство включало в себя одну или несколько (как правило — три) пограничных губерний или областей. Санкт-Петербург и Москва с губерниями составляли отдельные генерал-губернаторства.

## Административное устройство генерал-губернаторств
Генерал-губернаторством управлял генерал-губернатор или «государев наместник» — военно-административный начальник края в России. Генерал-губернатор контролировал деятельность губернаторов подведомственных ему губерний и областей (две — три), однако прямо не участвовал в их управлении, в отличие от генерал-губернаторов Москвы и Санкт-Петербурга, где генерал-губернатор, назначаемый на должность самим Императором, непосредственно управлял подчинёнными ему губерниями.

## Список генерал-губернаторств
- Санкт-Петербургское генерал-губернаторство, территориально совпадавшее с Санкт-Петербургской губернией;
- Московское генерал-губернаторство, территориально совпадавшее с Московской губернией;
- Азовское генерал-губернаторство (упразднено в 1711 году)
- Амурское генерал-губернаторство[2]
- Прибалтийское генерал-губернаторство (упразднено в 1876 году[3]), в составе
  - Курляндской,
  - Лифляндской и
  - Эстляндской губерний;
- Белорусское генерал-губернаторство (упразднено в 1856 году), в составе
  - Витебской,
  - Калужской,
  - Минской,
  - Могилёвской и
  - Смоленской губерний;
- Варшавское генерал-губернаторство, в составе
  - Варшавской,
  - Калишской,
  - Келецкой,
  - Ломжинской,
  - Люблинской,
  - Петроковской,
  - Плоцкой,
  - Радомской,
  - Седлецкой и
  - Сувалкской губерний;
- Владивостокское военное губернаторство (упразднено в 1880 году), в составе
  - город Владивосток,
  - Полуостров Муравьёва-Амурского и
  - Остров Русский;
- Восточно-Сибирское генерал-губернаторство[2] (упразднено в 1884 году), в составе
  - Енисейской;
  - Иркутской губерний;
  - Приморской и
  - Якутской областей;
- Галицийское генерал-губернаторство (упразднено в 1915 году), в составе
  - Львовской;
  - Перемышльской;
  - Тернопольской и
  - Черновицкой губерний;
- Западно-Сибирское генерал-губернаторство (упразднено в 1882 году), в составе
  - Тобольской,
  - Томской губерний и
  - Акмолинской области;
- Иркутское генерал-губернаторство[2], в составе
  - Енисейской (г. Красноярск),
  - Иркутской губерний, а также
  - Забайкальской (г. Чита) и
  - Якутской областей;
- Киевское генерал-губернаторство, в составе
  - Волынская губерния (г. Житомир),
  - Киевская губерния и
  - Подольская губерния (г. Каменец-Подольский) губернии;
- Литовское генерал-губернаторство → Виленское генерал-губернаторство (упразднено в 1912 году), в составе
  - Виленской,
  - Ковенской и
  - Гродненской губерний;
- Малороссийское генерал-губернаторство (упразднено в 1856 году), в составе
  - Черниговской,
  - Полтавской и
  - Харьковской губерний;
- Николаевское и Севастопольское военное губернаторство в составе
  - Николаевского и
  - Севастопольского градоначальств;
- Новороссийско-Бессарабское генерал-губернаторство (упразднено в 1873 году), в составе
  - Херсонской
  - Екатеринославской и
  - Таврической губерний,
  - Бессарабской области,
  - Одесского,
  - Таганрогского,
  - Феодосийского и
  - Керчь-Еникальского градоначальств;
- Оренбургское генерал-губернаторство (упразднено в 1881 году), в составе
  - Тургайской и
  - Уральской областей,
  - Оренбургской и
  - Уфимской губерний;
- Оренбургское и Самарское генерал-губернаторство (упразднено в 1865 году);
- Приамурское генерал-губернаторство[4] с центром в Хабаровске, в составе
  - Амурской (г. Благовещенск),
  - Камчатской (г. Петропавловск, современный Петропавловск-Камчатский),
  - Приморской (г. Хабаровск) и
  - Сахалинской (г. Александровск, Александровск-Сахалинский) областей;
- Псковское и Могилёвское генерал-губернаторство (упразднено в 1796 году), в составе
  - Могилёвской и
  - Псковской губерний;
- Рязанское генерал-губернаторство с центром в Рязани (4 ноября 1819 — 10 апреля 1828), в составе
  - Воронежской
  - Рязанской
  - Орловской
  - Тамбовской
  - Тульской губерний;
- Сибирское генерал-губернаторство (упразднено в 1822 году);
- Степное генерал-губернаторство[5] с центром в Омске, в составе
  - Акмолинской (г. Омск),
  - Семипалатинской,
  - Тургайской и
  - Уральской областей;
- Туркестанское генерал-губернаторство с центром в Ташкенте, в составе
  - Закаспийской (г. Асхабад),
  - Самаркандской,
  - Семиреченской (г. Верный, современный Алматы, Казахстан),
  - Сыр-Дарьинской (г. Ташкент) и
  - Ферганской (г. Скобелев, современная Фергана, Узбекистан) областей;
- Финляндское генерал-губернаторство с центром в Гельсингфорсе (современный Хельсинки), управляющееся по законам Великого княжества Финляндского, в составе
  - Або-Бьернеборгской (г. Або, современный Турку),
  - Вазаской (г. Николайстадт, современная Вааса),
  - Выборгской,
  - Куопиосской,
  - Нюландской (г. Гельсингфорс),
  - Санкт-Михельской (г. Сан-Михель, современный Миккели),
  - Тавастгусской (г. Тавастгус, современная Хямеэнлинна) и
  - Улеаборгской (г. Улеаборг, современный Оулу) губерний.
- Кавказское наместничество являлось особой административной единицей в составе шести губерний, пяти областей и двух округов:
  - Бакинская губерния,
  - Елисаветпольская губерния (г. Елисаветполь, современная Гянджа, Азербайджан),
  - Кутаисская губерния,
  - Тифлисская губерния,
  - Черноморская губерния (г. Новороссийск),
  - Эриванская губерния (г. Эривань, современный Ереван, Армения),
  - Батумская область,
  - Дагестанская область (г. Темир-Хан-Шура, современный Буйнакск),
  - Карсская область,
  - Кубанская область (г. Екатеринодар, современный Краснодар),
  - Терская область (г. Владикавказ),
  - Закатальский округ и
  - Сухумский округ.